# Ladeuze
Pour le recteur de l'université catholique de Louvain, voir Paulin Ladeuze.
Ladeuze est une ancienne commune de Wallonie fusionnée avec Chièvres qui est traversée par la Hunelle, affluent de la Dendre. C'est pour cette raison que la fanfare municipale est appelée les Échos de la Hunelle.

## Géographie
Ladeuze est situé à 9 km d'Ath, à 23 km de Mons, à 4,5 km de Chièvres et de Belœil et s'étend sur 554 hectares. Elle est à une altitude de 47,13 m à la tablette amont du pont sur la Hunelle, chemin de Ladeuze à Huissignies.
Son terrain est plat et son sol argileux est consacré à l'agriculture. On y trouvait des fabriques de chicorée et de sucre et on y faisait commerce de buis, d'œufs et de produits chimiques.

## Évolution démographique
- Sources : INS, Rem. : 1831 jusqu'en 1970 = recensements, 1976 = nombre d'habitants au 31 décembre.

## Histoire
C'est une ancienne seigneurie qui a appartenu, primitivement, à une famille de ce nom. Une charte-loi fut accordée à ce village en 1399. Le chapitre de Saint-Pierre, de Leuze, y avait des biens.
La terre et seigneurie de Ladeuze était un fief ample, mouvant de la principauté de Ligne, consistant en justice haute, moyenne et basse, etc. ; en une cour féodale, consistant en 48 arrière-fiefs. En 1140, Thierry, seigneur de Ladeuze, s'asservit à Saint-Ghislain.
En 1117, on cite Guillaume, seigneur de Ladeuze. En 1535, Jacques de Saint-Genois était seigneur de Ladeuze. Cette terre appartint, en 1612, à Jean Cabilleau, écuyer, seigneur de Milehem, neveu d'Arnould de Saint-Genois. Charles Lothaire, baron de Horst, hérita la terre de Ladeuze en 1710. La célèbre abbaye de Lobbes eut à Ladeuze un important domaine agricole au IXe siècle. Les mayeur et échevins de Ladeuze sont cités depuis 1298.
L'existence de la seigneurie est constatée à partir de 1090, avec ses terres, prés, bois, moulin, four, brasserie et tordoir d'huile ; elle se transmit successivement des Ladeuze aux Strépy, Condé, de Saint-Genois, d'Ongnies, Aerschot-Rivieren, et de Lannoy.
On a découvert sur son territoire des substructions antiques, poteries, tuiles, sarments de vignes, monnaies, cinq tombes et un mausolée romain.

## Armoiries officieuses
|  | Les armoiries ont été adoptées par la municipalité au début des années 50, mais n'ont jamais été accordées. Les armoiries sont celles de la famille Ladeuze-Vieux-Condé qui posséda le village de Ladeuze jusqu'au XVIe siècle. Blasonnement : D'argent à la fasce de gueules, chargée d'une divise vivrée d'or |

## Patrimoine et culture

### Patrimoine architectural
L'église Saint-Géry, en style classique, date de 1845.